# Retinoberotha stuermeri
Retinoberotha stuermeri là một loài côn trùng trong họ Berothidae thuộc bộ Neuroptera. Loài này được Schlüter miêu tả năm 1978.